# Georges Hoentschel
Georges Hoentschel, né le 1er juin 1855 à Montmartre et mort le 8 décembre 1915 dans le 16e arrondissement de Paris, est un architecte-décorateur, céramiste et collectionneur français.

## Biographie

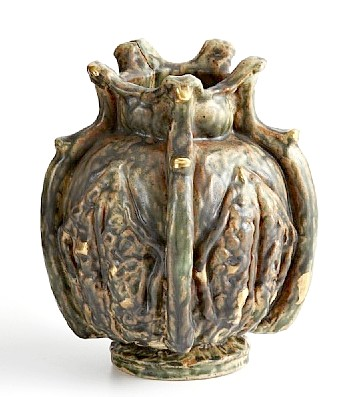
Vase (vers 1890–1900), New York, Metropolitan Museum of Art.

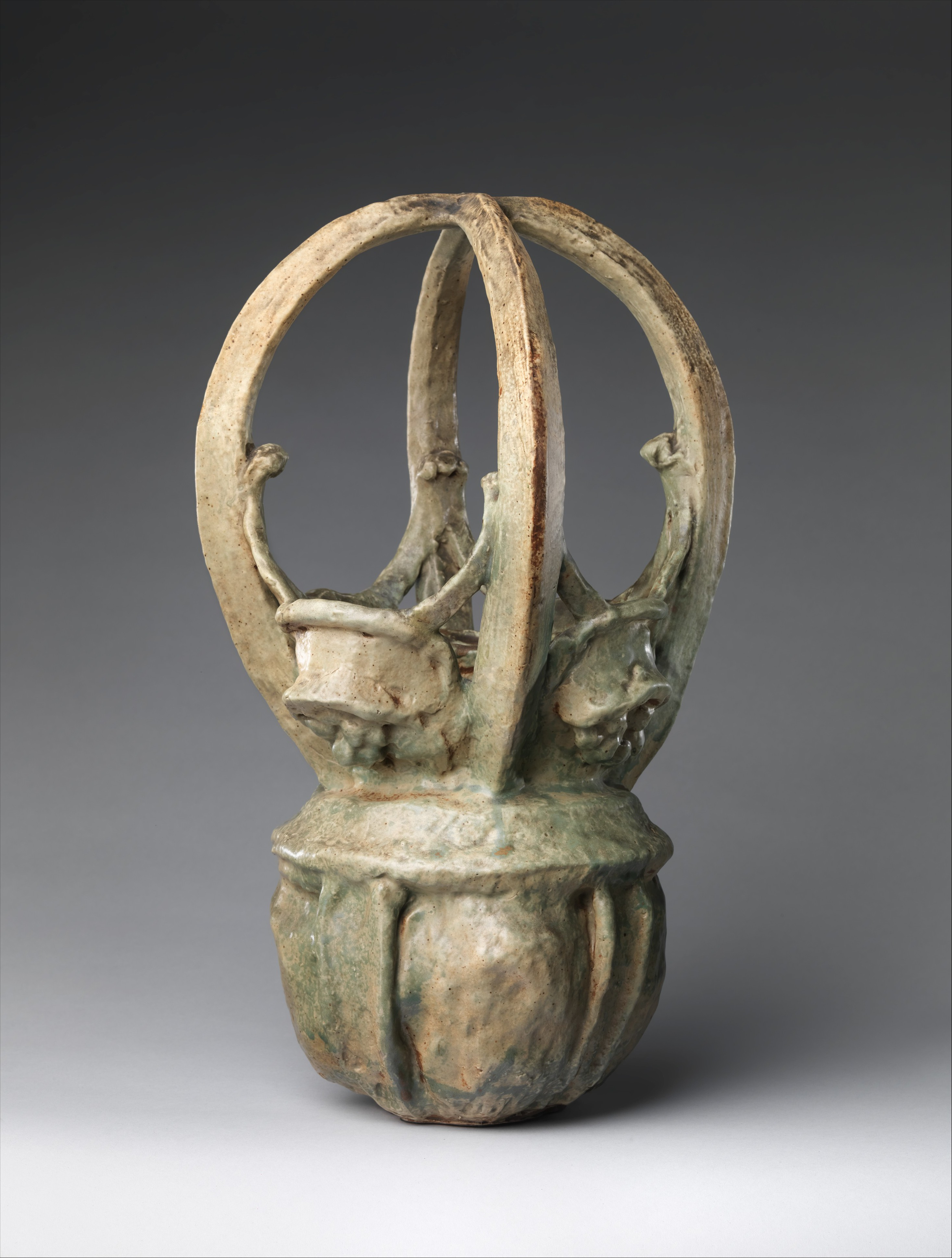
Vase panier (vers 1900), New York, Metropolitan Museum of Art.

Georges Hoentschel est le fils de Charles Hoentschel et de Catherine Emilie Leys.
Orphelin de père à l'âge de neuf ans, il est élevé par sa mère, dont la famille tient à Paris, cité du Retiro, une entreprise de tapisserie-ébénisterie, entreprise qu'il rachètera en 1896.
Il en fait une importante entreprise consacrée à la fabrication de copies d'éléments décoratifs anciens, boiseries, meubles, souvent inspirés par sa collection d'objets d'art.

### Un décorateur
Il décore pour Julius Wernher sa résidence Bath House (82, Piccadilly Westminster), ainsi qu'une partie du château de Luton Hoo dans le Bedfordshire, le château de Rochefort en Yvelines, le château de Bois-Boudran.
Il conçoit aussi des intérieurs pour le duc de Gramont, Robert de Montesquiou, le marquis de Ganay, le comte et la comtesse Greffulhe, le roi Georges de Grèce, l'empereur Meiji Teino du Japon, Jacques Doucet etc.
Il réalise la décoration du pavillon de l'Union centrale des arts décoratifs pour l'Exposition universelle de 1900 à Paris, qui sera présenté aussi aux États-Unis à Saint-Louis en 1904. Ce décor de style Art nouveau est visible aujourd'hui au Musée des arts décoratifs de Paris.
En Argentine, il réalise à Buenos Aires la décoration de l'hôtel Errazuriz.

### Un collectionneur
Durant plus de trente ans, Georges Hoentschel collectionna les meubles, tableaux et éléments décoratifs de style, qui pouvaient lui être utiles dans l'exercice de sa profession. il les présenta d'abord cité du Retiro, puis dans de vastes salles de l'hôtel particulier qu'il fit spécialement aménager, boulevard Flandrin, à partir de 1903.
Il est très connu en tant que collectionneur aux États-Unis car il céda à son ami John Pierpont Morgan une grande partie de ces collections, partie composée de 1 882 pièces constituant aujourd'hui le fonds des collections des départements du XVIIIe siècle français et médiéval, au Metropolitan Museum of Art de New York.
Il fut l'ami, entre autres personnalités, de Marcel Proust, Giovanni Boldini, Paul-César Helleu, Pierre Georges Jeanniot, Georges Feydeau, Adolphe Léon Willette, Léopold Stevens, Robert de Montesquiou, Jean Carriès, Ferdinand Roybet, Maurice Lobre, Adrien Karbowsky, Victor Hugo, Georges de Porto-Riche, Edgar Degas, Jacques Doucet, Jean-Louis Forain et Adolphe Giraldon.
Céramiste lui-même, il collectionne aussi les céramiques, dont il exposa quelques pièces à l'Exposition universelle de 1900. Il a fait un important legs de céramiques au Petit Palais de Paris, provenant de l'atelier de Saint-Amand-en-Puisaye de son grand ami Jean Carriès, qu'il racheta peu avant la mort de ce dernier. Par la suite, Hoentschel offrit à la ville de Paris la collection presque complète de l'artiste conservée au Musée des Arts décoratifs, à Paris.
Il avait un goût très prononcé pour les impressionnistes, ayant acquis, entre autres, La Débâcle, temps gris de Claude Monet, Pomme sur une assiette d'Édouard Manet, l'Enfant à l'épée de Manet, La Rue Mosnier aux paveurs ou Rue de Berne de Manet, L'Incendie de William Turner et nombre d'œuvres de James Abott Whistler, Adolphe Léon Willette, Camille Pissarro et Alfred Sisley. Hoentschel était réputé pour son œil de collectionneur avisé.
Dans son carnet du 23 janvier 1919, le marchand d'art René Gimpel (1881-1945) qui l'a connu indique qu'il était le neveu de son collègue Knoedler. Il évoque ainsi sa dernière visite de sa maison, avant la vente après décès : « Je parcours, ce matin, son hôtel avec Paulme, l'expert. Hoentschel est mort au début de la guerre. C'est lui qui a décoré pour Doucet mon hôtel, rue Spontini. Ce fut vraiment le seul décorateur des vingt-cinq dernières années. Il avait formé deux collections, une d'émaux, l'autre d'art décoratif du XVIIIe siècle et il les avait vendues très cher à J.P. Morgan qui a donné le XVIIIe siècle au Metropolitan Museum de New York. Cet intérieur est un mélange de confort anglais et d'élégance parisienne, avec une salle immense, organisée en vue de sa profession. Sa vente aura lieu dans  deux mois. Ce n'est plus qu'une petite collection d'art décoratif, mais comme c'est triste une collection sans collectionneur ! […] Hoentschel était le joli Français, genre "Bel Ami"[pas clair], blond, le front découvert, plein d'élégance, un peu militaire, le regard clair. Il ne reste rien ici de son âme, et il méritait mieux ! »

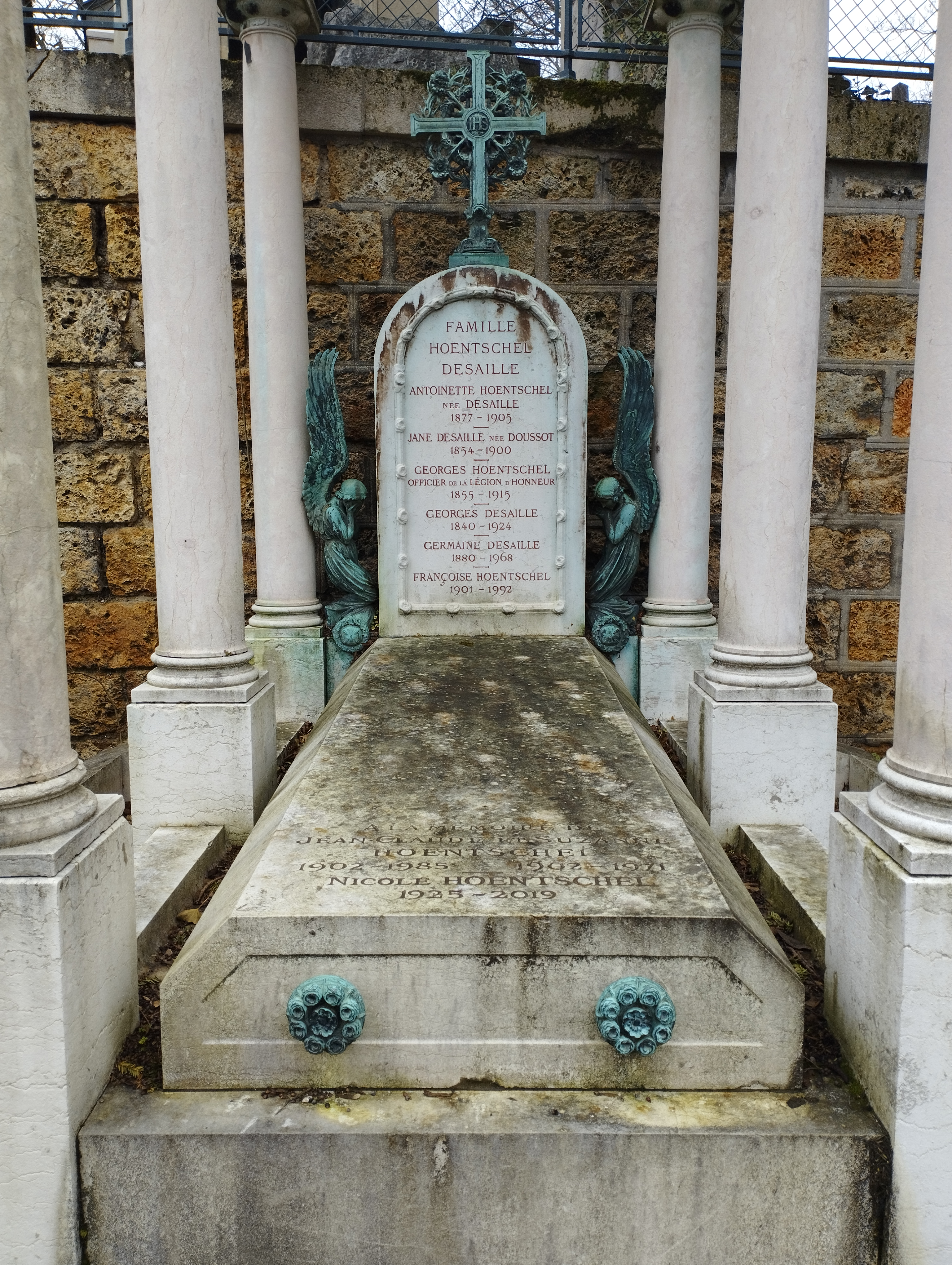
Tombe de Georges Hoentschel au cimetière du Père-Lachaise (division 19).

Il est membre fondateur du Golf de Saint-Cloud, membre du cercle de l'Élysée (escrime), du cercle de l'Union, de l'Automobile Club de France, ainsi que de la Société des amis du Louvre. 
Georges Hoentschel est enterré à Paris au cimetière du Père-Lachaise (19e division).
Sa collection d'objets d'arts fut dispersée en quatre ventes aux enchères, à Paris en 1919.

### Mariage et descendance
Georges Hoentschel épouse à Troyes le 12 juin 1899 Antoinette Desaille, fille de Jean Desaille, notaire à Troyes, et de Jeanne Doussot. Elle meurt en 1905. Il en a deux enfants :
- Françoise Hoentschel, née le 13 septembre 1901, mariée en 1926 avec Michel Feydeau, fils de Georges Feydeau, puis en 1941 avec Jean de Malherbe ;
- Jean-Claude Hoentschel (1er décembre 1902 - 28 août 1985).

### Distinction
- chevalier (1900), puis officier de la Légion d'honneur (1906).